# گلشهر (گلپایگان)
گلشهر شهری است در بخش مرکزی شهرستان گلپایگان و در فاصله ۱۵ کیلومتری از گلپایگان قرار دارد. اطلس گیتاشناسی استان‌های گلشهر در شمال شرقی شهرستان گلپایگان قرار دارد و از ادغام چهار روستای ورزنه، فیلاخص، کنجدجان و وداغ تشکیل شده و در سال ۱۳۸۰ جمعیتی بالغ بر ۹٬۹۶۶ نفر داشته‌است. بخش غربی منطقه حفاظت شده موته در این شهر قرار دارد.زبان مردم ترکی قشقایی و فارسی می‌باشد.ولی اکثریت به زبان فارسی تکلم می‌کنند و حدود ۱۵ خانوار تنها به زبان ترکی تکلم می‌کنند
شغل اصلی مردم این شهر کشاورزی و دام پروری است و از سوغات این شهر لبنیات محلی، تخم مرغ بومی، نان محلی ،انگور و کشمش را می‌توان نام برد. مهم‌ترین عوامل برای توسعه گلشهر قنوات بوده‌اند. دو رشته قنات دشت کنجدجان و دشت ویر مربوط به کنجدجان بوده و عامل اصلی زنده و پویا نگه داشتن منطقه بوده اما بعد از حقر چاه‌های عمیق این قنوات خشک شده‌اند.

## موقعیت
این شهر در مسیر جاده اصلی اراک - اصفهان و گلپایگان - تهران واقع شده‌است.

## دیدنی‌ها
شهر تاریخی آذر آباد، سنگ نگاره‌های تاریخی، پارک سید نصیرالدین، تپه تاریخی کپنده ورزنه، منطقه تفریحی جاجرمی، منطقه گردشگری بیشه، منطقه گردشگری اشترو، امامزاده صالح پیغمبر، برج ورزنه، برج کنجدجان، قلعه شجاع نظام فیلاخص، پارک تفریحی قلعه تاریخی وداغ، و پارک گل سرخ فیلاخص و قلعه فیلاخص و پارک دانیال کنجدجان از نقاط دیدنی این شهر هستند.

## روستاهای گلشهر
گلشهر از روستاهایی همچون کنجدجان (روستای مرکزی)، وداغ، دم آسمان، فیلاخص و ورزنه تشکیل شده‌است.

منابع
1. ↑  «شهردار جدید گلشهر معرفی شد». ایمنا. ۲۰۲۱-۰۸-۲۵. دریافت‌شده در ۲۰۲۳-۰۹-۰۹.
2. ↑  "Golshahr". Wikipedia (به انگلیسی). 2021-08-09.

- مختصات و ارتفاع

مرکز آمار ایران